# Henry Darger
Henry Darger (pravděpodobně 12. dubna 1892 – 13. dubna 1973) byl americký spisovatel a výtvarník, pracující jako vrátný v Chicagu a objevený až po své smrti. V anglicky mluvícím světě je slavný pro svůj posmrtně objevený pohádkový román The Story of the Vivian Girls, in What is known as the Realms of the Unreal, of the Glandeco-Angelinnian War Storm, Caused by the Child Slave Rebellion (volně přeloženo: Příběh Vivianových děvčat aneb co bylo známo v Království nereálna za dob, kdy zuřila Glandecsko-Angelinská válka, způsobená povstáním dětských otroků), který čítá 15 145 stránek včetně několika set naivních ilustrací kresbou a vodovými barvami a je proto považován za nejrozsáhlejší román psaný latinkou. Dargerova práce je považována za jedno z nejslavnějších děl art brut.

## Život
Darger se narodil v roce 1892, přesné datum narození není známo, on sám udával 12. dubna. Jeho matka zemřela, když byly Dargerovi čtyři roky při porodu jeho sestry. Jeho sestra byla dána k adopci, Henry Darger ji nikdy nepoznal. Podle Dargerových pamětí byl jeho otec velmi milý a žili spolu až do roku 1900, kdy byl jeho otec zmrzačen a zchudl, byl ubytován v katolickém chudobinci, jeho syn pak v katolickém dětském domově. Darger starší zemřel v roce 1905 a Henry Darger byl později internován v ústavu pro choromyslné - v diagnóze mimo jiné stálo: "srdce malého Henryho není na pravém místě".
Po určitém čase se "diagnóza" ze slabomyslnosti změnila na masturbaci, která byla tehdy považována za chorobu. Dlouhou dobu ale trpěl Touretteovým syndromem (nucení mluvit sprostě), čímž ostatní urážel. „Léčebné“ praktiky v ústavu zahrnovaly nucenou práci a nejrůznější tresty. Zdá se, že tehdy Darger už začal pracovat na svém románu. Později tvrdil, že se v ústavu měl dobře, protože měl stejně přátel jako nepřátel. V léčebně se dozvěděl, že jeho otec zemřel. Po sérii pokusů o útěk konečně utekl v roce 1908. Podle své autobiografie se později vrátil do Chicaga a byl svědkem obrovského tornáda, které zničilo celou jižní část Illinois. Ve věku 16 let se vrátil do Chicaga, kde vykonával podřadnou práci vrátného, v níž zůstal následujících padesát let.
Mimo krátké služby v armádě byl jeho život dosti jednotvárný. Sbíral na ulicích odpadky, chodil v ošumělém oblečení (ačkoliv o něj poměrně dost dbal), byl samotář, měl pouze jediného přítele, Williama Sholdera, s nímž chtěl založit spolek na podporu zanedbaných a týraných dětí. Ovšem Sholder v polovině třicátých let opustil Chicago. V roce 1968 začal psát knihu The History of My Life (Historie mého života), v níž na 206 stranách líčí svůj život, ovšem toto líčení se postupně ztrácí do příběhu o obrovském tornádu, který čítá 4 672 stran. Dále psal pokračování Story of Vivian girls pod názvem Crazy House: Further Adventures in Chicago (Šílený dům: Další chicagská dobrodružství) - jde o příběh ve stylu Stephena Kinga, v němž je popisován dům ovládaný duchy. V domě zmizí nějaké děti, které jsou později nalezeny brutálně zavražděné. Zemřel v roce 1973. Jeho spisy byly vydány jeho domácími, Nathanem a Kiyoko Lernerovými.

## Dílo
Dargerovo dílo je velmi výstřední, obsahují mnoho náboženských témat. Jeho Story of Vivian girls popisují velkou planetu, kolem níž obíhá Země. Většina obyvatel jsou křesťané, převážně katolíci. Většina děje staví na příbězích sedmi dcer Roberta Viviana. Jde o princezny křesťanské země jménem Abbiennia, které se odvážně postaví na odpor režimu zlého Johna Manleyho, který nařídil dětské otroctví. Děti se chopí zbraní, jsou zpravidla umučeny či zabity. Válka je způsobena popravou dětské rebelky Annie Aronburgové, což je inspirováno tím, že Darger ztratil a nikdy nenašel fotografii Elsie Paroubekové, pětileté dívky, která byla v Chicagu uškrcena neznámým vrahem. Přes své neúspěchy Vivianovy dívky věří, že podpoří konečný triumf křesťanství. Darger zapsal dva konce své knihy: v jednom zvítězí křesťané, v druhém bezbožný národ Glandelinijců.